# 緒方昭一
緒方 昭一（おがた しょういち、1948年6月20日 - ）は、日本のフリーアナウンサー、事件レポーター。

## 来歴
福岡県出身。1972年に上智大学卒業後、福島中央テレビに入社。後に同社を退社し『プロポーズ大作戦』（朝日放送）のコーナー司会などを経て、フジテレビ専属のレポーターとなる。また、オフィスCHKに所属していた時期がある。フジテレビで約28年に渡り事件レポーターを務めた。
また、全日空61便ハイジャック事件に遭遇し、番組向けにリポートをしていた。
2011年10月をもって『とくダネ!』の事件レポーターを降板。以後は複数のアナウンス学校や声優養成学校のにてアナウンス講師を務めている。
2児がいる。

## 出演番組

### 過去
- 3時のあなた
- おはよう!ナイスデイ
- 情報プレゼンター とくダネ!
- プロポーズ大作戦（朝日放送）